# 칫힝트립
《아돌라 여행사 : 칫힝트립》은 아이돌플러스와 유튜브에서 공개되는 대한민국의 웹예능 시리즈이다. 출연자들이 선정된 지역을 여행하는 웹예능이다.
LG유플러스에서 제작한다. 《아이즈원의 잇힝트립》 시리즈를 진행하던 프로젝트 걸그룹 아이즈원이 해체되고, 《아이즈원의 잇힝트립》이 시즌 3로 종영된 이후 시작된 시리즈이다. 시리즈 제목의 《칫힝트립》은 '치팅 데이'(영어: Cheating Day)와 여행을 뜻하는 'Trip'의 합성어인 것으로 시즌 1 1화를 통해 알려졌다. 각 시즌별로 경상북도 경주시 일대, 전라북도 군산시 일대, 강원특별자치도 속초시 일대에서 촬영되었다.
시즌1인 《혬챈율의 칫힝트립》은 2021년 9월 30일 티저 및 예고편이 공개되었으며, 10월 5일 1화가 방영된 이후, 10월 28일 8화를 끝으로 종영하였다. 시즌2인 《혬율비의 칫힝트립2》가 제작되고 있다는 소식이 알려졌으며, 2022년 4월 21일 티저 및 예고편이 공개되고, 같은 달 27일 상영을 시작했다. 5월 20일, 8화를 끝으로 시즌 2가 종영하였다. 시즌 3인 《은연히의 칫힝트립3》 제작 소식이 혼다 히토미의 대한민국 입국 소식과 함께 알려졌다. 2022년 9월 20일 첫 상영을 시작한다. 10월 13일, 8화를 끝으로 시즌 3가 종영하였다.

## 시놉시스
시즌 1은 아이즈원이 해체된 이후 멤버였던 강혜원, 이채연, 조유리 등은 우정여행을 떠나기 위해 아돌라 여행사(아이돌플러스)에 여행을 의뢰한다. 이에 여행사는 경상북도 경주시 여행을 제안하며, 3명 중 대표로 조유리가 정식 의뢰서를 작성하여 전달한다. 의뢰서에 따라 경주시를 여행하며 경주월드 등 다양한 체험을 하며 3명은 추억을 만들며 우정여행을 즐기게 된다.
시즌 2는 아이즈원의 리더였던 권은비가 경주 여행(《혬챈율의 칫힝트립》)에 함께하지 못한 서운함을 토로하며, 아돌라 여행사(아이돌플러스)에 옛세대의 정취와 연기를 주제로 여행을 의뢰한다. 이에 따라 권은비와 시즌1에 이어 강혜원, 조유리가 여행에 참여한다. 권은비가 작성한 의뢰서에 따라 군산시를 여행하며 추억을 만들게 된다.
시즌 3는 혼다 히토미의 대한민국 방문 기념으로 의문의 의뢰자가 아돌라 여행사(아이돌플러스)에 여행을 의뢰한다. 이에 따라 시즌 2에 이어 권은비와 시즌 1에 출연했던 이채연이 함께 속초시를 여행하게 된다.

## 에피소드 목록

### 시즌 목록
| 시즌 | 화 수 | 방영 기간                        |
| ---- | ----- | -------------------------------- |
| 1    | 8부작 | 2021년 10월 5일~2021년 10월 28일 |
| 2    | 8부작 | 2022년 4월 27일~2022년 5월 20일  |
| 3    | 8부작 | 2022년 9월 20일~2022년 10월 13일 |

### 방영 목록

#### 시즌 1
다음은 《혬챈율의 칫힝트립》의 방영 목록이다.
| #      | 제목                             | 게스트                  | 방영 일자        | 비고                        |
| ------ | -------------------------------- | ----------------------- | ---------------- | --------------------------- |
| 0      | 매운맛 햄챈율의 예고 만들기      |                         | 2021년 9월 30일  | 예고                        |
| 1      | 드디어 혜원&채연&유리 여행 시작! |                         | 2021년 10월 5일  | 여행 시작                   |
| 2      | 햄챈율표 찰보리빵!               |                         | 2021년 10월 7일  | 황남빵 베이킹               |
| 3      | 햄챈율의 그림실력은?             |                         | 2021년 10월 12일 | 그림 그리기                 |
| 4      | 햄챈율 드디어 숙소 도착!         | 혼다 히토미 (전화 연결) | 2021년 10월 14일 | 레크레이션 1부              |
| 5      | 웰컴투 ㅎㅊㅇ의 괴담회!          |                         | 2021년 10월 19일 | 레크레이션 2부 경주월드 1부 |
| 6      | ㅎㅊㅇ 경주 월드 완전 정복!      |                         | 2021년 10월 21일 | 경주월드 2부                |
| 7      | ㅎㅊㅇ 우정 사진 찍으러 고고!    |                         | 2021년 10월 26일 | 한복&사진 촬영              |
| 8      | 드디어 마지막 스템프 고고!       |                         | 2021년 10월 28일 | 종영                        |
| 스페셜 | 사랑으로 그리는 율카소's 초상화  |                         | 2021년 11월 1일  | 3회 스페셜                  |
| 스페셜 | 찍고 찍히는 ㅎㅊㅇ의 광배 게임   |                         | 2021년 11월 1일  | 2회 스페셜                  |
| 스페셜 | ㅎㅊㅇ의 가이드북 완전 정복하기! |                         | 2021년 11월 1일  | 1회 스페셜                  |
| 스페셜 | 유리 괴담회 : 못다 한 이야기     |                         | 2021년 11월 1일  | 5회 스페셜                  |
| 스페셜 | 워밍업! ㅎㅊㅇ 제시어 게임       |                         | 2021년 11월 1일  | 4회 스페셜                  |
| 스페셜 | 음악과 함께 힐링 ㅎㅊㅇ          |                         | 2021년 11월 1일  | 1회 스페셜                  |

#### 시즌 2
다음은 《혬율비의 칫힝트립2》의 방영 목록이다.
| #      | 제목                                               | 게스트             | 방영 일자       | 비고                                     |
| ------ | -------------------------------------------------- | ------------------ | --------------- | ---------------------------------------- |
| 0      | 혜원 & 유리 & 은비와 함께 돌아온 칫힝트립 in 군산  |                    | 2022년 4월 21일 | 예고                                     |
| 1      | 드디어 시즌2 시작! 대장토끼의 아돌라 여행사 습격?! |                    | 2022년 4월 27일 | 추억의 놀이 1부                          |
| 2      | 앉으나 서나 연기 생각뿐! 네버엔딩 상황극 여행      |                    | 2022년 4월 29일 | 추억의 놀이 2부 《사랑의 불시착》 패러디 |
| 3      | 치열한 두뇌싸움의 현장! 방탈출 게임 MVP는 누구?!   |                    | 2022년 5월 4일  | 방탈출 게임                              |
| 4      | 프로 논쟁러들의 끝도 없이 계속되는 논쟁 타임       | 이채연 (전화 연결) | 2022년 5월 6일  |                                          |
| 5      | 순백의 드레스를 입은 새 신부 은비?!                |                    | 2022년 5월 11일 | 《펜트하우스 2》 패러디                  |
| 6      | 경암동 철길마을 시간 여행 with 군산 얼짱즈         |                    | 2022년 5월 13일 | 철길마을 여행 1부 《써니》 패러디        |
| 7      | 캔들 만들기에 진심 혬율비의 불타는 예술혼          |                    | 2022년 5월 18일 | 철길마을 여행 2부                        |
| 8      | 군산즈의 마지막 자유여행을 위한 용돈 획득 게임     |                    | 2022년 5월 20일 | 종영                                     |
| 스페셜 | 땅따먹기 게임 에이스는 과연 누구?!                 |                    | 2022년 5월 25일 | 1회 스페셜                               |
| 스페셜 | 혬율비 'Glitch' 챌린지                             |                    | 2022년 5월 26일 | 5회 스페셜                               |
| 스페셜 | 군산즈의 드레스코드 소개 & 식사 중 수다!           |                    | 2022년 5월 27일 | 4회 스페셜                               |
| 스페셜 | 혬율비 열정의 할리갈리! 최종 승자는 누구?!         |                    | 2022년 5월 30일 | 5회 스페셜                               |

#### 시즌 3
다음은 《은연히의 칫힝트립3》의 방영 목록이다.
| #      | 제목                                                           | 게스트 | 방영 일자        | 비고                        |
| ------ | -------------------------------------------------------------- | ------ | ---------------- | --------------------------- |
| 0      | 오랜만에 한국에 온 히토미를 위해 여행을 의뢰한 의문의 그녀는?  |        | 2022년 9월 16일  | 예고                        |
| 1      | 드디어 뭉친 은연히! 아이즈원 멤버들과의 추억이 있는 그곳으로~  | 강혜원 | 2022년 9월 20일  | 여행 시작 해변에서 게임 1부 |
| 2      | 14첩 대게 밥상을 두고! 은비 & 채연 & 히토미의 온갖 게임 대잔치 | 강혜원 | 2022년 9월 22일  | 해변에서 게임 2부           |
| 3      | 모~든 여행비용은 여기서! 용돈이 걸린 머니게임 시작             |        | 2022년 9월 27일  |                             |
| 4      | 아티스트 감성을 담아! 은연히 만의 색으로 채워지는 캔버스       |        | 2022년 9월 29일  | 강릉중앙시장 방문           |
| 5      | 은연히랑 드라이브 할 사람! 지금부터 댄스메들리 시작합니다      |        | 2022년 10월 4일  | 파자마 파티 미니게임 1부    |
| 6      | 깊어진 밤! 맨날 보고 싶은 토미와 진솔한 이야기 보따리 풀어요   |        | 2022년 10월 6일  | 미니게임 2부                |
| 7      | 아침밥 내기 대결의 승자는? 비가 와도 마냥 행복한 은연히        |        | 2022년 10월 11일 |                             |
| 8      | 여행의 마지막을 한우 만찬으로 장식해 준 쏘스윗 의뢰인 공개     | 강혜원 | 2022년 10월 13일 |                             |
| 스페셜 | 추리왕 은연히! 이번 여행 의뢰인을 찾을 수 있을까?              |        | 2022년 10월 17일 |                             |
| 스페셜 | 속초아이 N행시 대결 & 속초 중앙시장 먹거리 쇼핑                |        | 2022년 10월 18일 |                             |
| 스페셜 | 은연히의 첫 오픈카 드라이브! 춤을 부르는 플레이리스트          |        | 2022년 10월 19일 | 8회 스페셜                  |
| 스페셜 | 한밤의 수다 타임! 의식의 흐름에 따라 바뀌는 대화 주제          |        | 2022년 10월 20일 | 6회 스페셜                  |
| 스페셜 | 퀴즈에 빠진 은연히! 틀려도 틀려도 또 봐주고 싶어               |        | 2022년 10월 21일 |                             |

## 역사

### 혬챈율의 칫힝트립
- 2021년 9월 23일: 《혬챈율의 칫힝트립》 예고 포스터 및 출연진(강혜원, 이채연, 조유리) 공개
- 2021년 9월 30일: 《혬챈율의 칫힝트립》 예고편 공개
- 2021년 10월 5일: 본방송 1화 공개
- 2021년 10월 28일: 본방송 8화 공개 및 종영

### 혬율비의 칫힝트립2
- 2022년 3월 23일: 《혬율비의 칫힝트립2》 출연진(권은비, 강혜원, 조유리) 공개
- 2022년 4월 21일: 타이틀 (《혬율비의 칫힝트립2》) 및 예고편 공개
- 2022년 4월 27일: 본방송 1화 공개
- 2022년 5월 20일: 본방송 8화 공개 및 종영

### 은연히의 칫힝트립3
- 2022년 8월 26일: 《은연히의 칫힝트립3》 출연진(권은비, 이채연, 혼다 히토미) 공개
- 2022년 9월 16일: 예고편 공개
- 2022년 9월 20일: 본방송 1화 공개
- 2022년 10월 13일: 본방송 8화 공개 및 종영

## 같이 보기
- 아이즈원의 잇힝트립
- 예나는 동물탐정